# 李丹阳 (足球运动员)
李丹阳（1990年4月18日或4月8日—），中国足球运动员，中国国家女子足球队成员。曾代表中国参加2018年亚足联女子亚洲杯。